# Vérissey
Vérissey – miejscowość i gmina we Francji, w regionie Burgundia-Franche-Comté, w departamencie Saona i Loara.
Według danych na rok 1990 gminę zamieszkiwało 69 osób, a gęstość zaludnienia wynosiła 8 osób/km² (wśród 2044 gmin Burgundii Vérissey plasuje się na 841. miejscu pod względem liczby ludności, natomiast pod względem powierzchni na miejscu 1006.).